# Campeonato Mundial de Ginástica Artística de 2013 - Salto sobre a mesa masculino
A competição de salto sobre a mesa masculino do Campeonato Mundial de Ginástica Artística de 2013 foi sua final disputada no dia 6 de outubro. A qualificatória que definiu os ginastas finalistas foi disputada em 30 de setembro e 1 de outubro.

## Medalhistas
| Ouro   | KOR Yang Hak-Seon   |
| Prata  | USA Steven Legendre |
| Bronze | GBR Kristian Thomas |

## Resultados

### Qualificatória
Esses são os resultados da qualificatória.
| Pos. | Ginasta             | Total  | Nota |
| ---- | ------------------- | ------ | ---- |
| 1    | KOR Yang Hak-Seon   | 15,299 | Q    |
| 2    | UKR Oleg Verniaiev  | 15,041 | Q    |
| 3    | BRA Sérgio Sasaki   | 14,987 | Q    |
| 4    | GBR Kristian Thomas | 14,933 | Q    |
| 5    | BRA Diego Hypólito  | 14,924 | Q    |
| 6    | JPN Kenzo Shirai    | 14,916 | Q    |
| 7    | ROU Marius Berbecar | 14,916 | Q    |
| 8    | USA Steven Legendre | 14,916 | Q    |
| 9    | USA Jacob Dalton    | 14,866 | R    |
| 10   | GER Matthias Fahrig | 14,841 | R    |
| 11   | PRK Ri Se Gwang     | 14,820 | R    |

- Q - qualificado para a final
- R - reserva

### Final
Esses são os resultados da final.
| Pos. | Ginasta             | Salto 1 | Salto 1 | Salto 1 | Salto 1 | Salto 2 | Salto 2 | Salto 2 | Salto 2 | Total  |
| Pos. | Ginasta             | Nota D  | Nota E  | Pen.    | Total   | Nota D  | Nota E  | Pen.    | Total   | Total  |
| ---- | ------------------- | ------- | ------- | ------- | ------- | ------- | ------- | ------- | ------- | ------ |
|      | KOR Yang Hak-Seon   | 6,400   | 9,433   |         | 15,733  | 6,000   | 9,333   |         | 15,333  | 15,533 |
|      | USA Steven Legendre | 6,000   | 9,266   |         | 15,266  | 6,000   | 9,233   |         | 15,233  | 15,249 |
|      | GBR Kristian Thomas | 6,000   | 9,500   |         | 15,500  | 5,600   | 9,366   |         | 14,966  | 15,233 |
| 4    | JPN Kenzo Shirai    | 6,000   | 9,466   | 0,1     | 15,366  | 5,600   | 9,300   |         | 14,900  | 15,133 |
| 5    | BRA Sérgio Sasaki   | 6,000   | 9,333   |         | 15,333  | 5,600   | 9,266   |         | 14,866  | 15,099 |
| 6    | BRA Diego Hypólito  | 5,600   | 9,366   |         | 14,966  | 5,800   | 9,333   |         | 15,133  | 15,049 |
| 7    | ROU Marius Berbecar | 5,600   | 9,200   |         | 14,800  | 5,600   | 9,300   |         | 14,900  | 14,850 |
| 8    | UKR Oleg Verniaiev  | 6,000   | 9,133   |         | 15,133  | 6,000   | 8,066   | 0,3     | 13,766  | 14,449 |